# لاربرت، نیو ساوت ولز
لاربرت (به انگلیسی: Larbert) یک منطقهٔ مسکونی در استرالیا است که در نیو ساوت ولز واقع شده‌است.